# Spojení demokraté – Sdružení nezávislých
Spojení demokraté – Sdružení nezávislých (zkratka SD-SN) je česká středopravicová konzervativní politická strana, která v letech 2002–2006 působila pod názvem Evropští demokraté. Po spojení Evropských demokratů s SNK Sdružení nezávislých v lednu 2006 přešla naprostá většina členů do přejmenované strany SNK Evropští demokraté, zatímco SD-SN zůstala jako tzv. zbytkový subjekt.

## Historie
Strana nesla od založení do roku 2006 název Evropští demokraté. Jejím zakladatelem je bývalý pražský primátor Jan Kasl, který ji založil po svém odchodu z ODS. Současný název strana získala po přechodu většiny členů do strany SNK Evropští demokraté (SNK ED). Jedním z cílů ponechání strany bylo mimo jiné zabránit možnému sporu v kauze výplaty 12 milionů za pražské komunální volby v roce 2002 Evropským demokratům, pokud by tato zanikla bez náhrady (strana SNK ED je z formálního hlediska pouze přejmenovaným SNK sdružení nezávislých).
Strana uspěla v komunálních volbách v roce 2002 v Praze (vystupovala také pod názvem Demokraté Jana Kasla). V celopražském zastupitelstvu získala druhý nejvyšší počet mandátů, a to 15 křesel (12 za Evropské demokraty + 3 za jiné subjekty). V pražských městských částech pak uspělo 81 osob, z toho 48 bylo nominanty Evropských demokratů.
Ve volbách do Evropského parlamentu v roce 2004 se strana spojila se stranou SNK Sdružení nezávislých. Tato koalice získala 11,02 % hlasů, což znamenalo 3 mandáty (za ED uspěla Jana Hybášková).
V krajských volbách v roce 2004 získala strana celkem 6 mandátů v krajích Středočeském (společná kandidátka s SNK, 1 mandát ED + 2 mandáty SNK), Karlovarském (3 mandáty) a Zlínském (společná kandidátka s hnutím Nezávislí starostové pro kraj, 2 mandáty + 1 mandát SNK).
Ve volbách do Senátu PČR v roce 2004 nominovala strana 7 kandidátů, uspěl jediný – Jan Horník (obvod č. 1 – Karlovy Vary).
Za stranu byla v prvním kole opakovaných senátních voleb 2017 zvolena bezpartijní politička Alena Dernerová v obvodu č. 4 – Most, čímž obhájila svůj mandát. V senátních volbách v roce 2022 již mandát senátora neobhájila, když získala v 2. kole voleb 41,2 % hlasů, a uskupení se tak stalo mimoparlamentní stranou. Po neúspěchu v senátních volbách se Alena Dernerová stala předsedkyní strany, která se začala profilovat antisystémově.
Ve volbách do Evropského parlamentu v červnu 2024 strana kandidovala v rámci kandidátky Stačilo! Koalici tvoří kromě SD-SN také KSČM a ČSNS. Lídrem kandidátky Spojených demokratů byl bývalý poradce České pirátské strany pro zdravotnictví a právník Ondřej Dostál. Koalice Stačilo! získala celkem dva mandáty, přičemž jeden z nich připadl SD-SN, když jej získal právě Ondřej Dostál. Dostál se nicméně v březnu 2025 stal členem hnutí Stačilo!.
Ve sněmovních volbách v roce 2025 kandidují zástupci strany na kandidátní listině hnutí Stačilo!.